# Сан-Козмо-Альбанезе
Сан-Козмо-Альбанезе (італ. San Cosmo Albanese, сиц. San Cuòsimu) — муніципалітет в Італії, у регіоні Калабрія,  провінція Козенца.
Сан-Козмо-Альбанезе розташований на відстані близько 420 км на південний схід від Рима, 80 км на північ від Катандзаро, 35 км на північний схід від Козенци.
Населення — 613 осіб (2014).
Щорічний фестиваль відбувається 27 вересня. Покровитель — SS. Cosma e Damiano.

## Демографія
Шаблон:Демографія/Сан-Козмо-Альбанезе
Станом на 1 січня 2023 року в муніципалітеті офіційно проживали 93 іноземці з 12 країн, серед них 32 громадяни країн Євросоюзу.

## Сусідні муніципалітети
- Акрі
- Корильяно-Калабро
- Сан-Деметріо-Короне
- Сан-Джорджо-Альбанезе
- Ваккариццо-Альбанезе